# Kennedy Fuller
Kennedy Linh Fuller (Estados Unidos, 9 de marzo de 2007) es una futbolista estadounidense. Juega como centrocampista en el Angel City FC de la National Women's Soccer League. Es internacional con la selección sub-17 de Estados Unidos.

## Biografía
Fuller creció en Southlake, Texas. Ella es una cuarta parte vietnamita a través de su abuela materna. Jugó fútbol para la escuela secundaria Southlake Carroll. En su primer año, anotó 26 goles y dio 14 asistencias consiguiendo el título estatal. En su segundo año, marcó 55 goles y fue nombrada Jugadora Nacional de Fútbol Femenino del Año Gatorade.
Fuller se unió al North Carolina Tar Heels, equipo de fútbol de la Universidad de Carolina del Norte en Chapel Hill en septiembre de 2022 y planeaba graduarse a principios de 2024. Firmó un contrato con Nike en septiembre de 2023.

## Trayectoria
Tras probarse con varios equipos como el Chelsea FC, North Carolina Courage, Kansas City Current y San Diego Wave FC, Fuller se unió al Angel City FC en marzo de 2024, con tan solo 16 años de edad. Se convirtió en el segundo fichaje más joven en la historia del equipo, firmando un contrato de tres años con opción a un cuarto año. Debutó profesionalmente el 17 de marzo de 2024 (ocho días después de cumplir 17 años), como titular en el primer partido de local contra Bay FC. Además de ser la jugadora más joven en jugar en el club, disputó los 90 minutos, acertó tres tiros y terminó el encuentro con un 79,2% en precisión de pase.
La mediocampista anotó su primer gol profesional el 19 de junio de 2024 en una cita de local contra el Racing Louisville que terminó con una victoria por 3-2. Fue nombrada jugadora del partido del Angel City por su actuación.

## Selección nacional
Fuller hizo su debut internacional con la sub-15 de Estados Unidos en el Campeonato Femenino Sub-15 de la Concacaf 2022, donde anotó nueve goles y recibió el Balón de Oro. En el Campeonato Femenino Sub-17 de la Concacaf de 2024, registró ocho goles para la selección sub-17 de Estados Unidos y recibió la Bota de Oro como máxima goleadora del torneo después de que las estadounidenses lograran su sexto campeonato.

## Clubes
| Club          | País           | Año             |
| ------------- | -------------- | --------------- |
| Angel City FC | Estados Unidos | 2024 - presente |

## Palmarés

### Títulos internacionales
| Título                                    | Equipo         | Sede           | Año  |
| ----------------------------------------- | -------------- | -------------- | ---- |
| Campeonato Femenino Sub-15 de la Concacaf | Estados Unidos | Estados Unidos | 2022 |
| Campeonato Femenino Sub-17 de la Concacaf | Estados Unidos | México         | 2024 |

(*) Incluyendo la Selección

### Distinciones individuales
| Distinción                                        | Año  |
| ------------------------------------------------- | ---- |
| Balón de Oro del Campeonato Sub-15 de la Concacaf | 2022 |
| Botín de Oro del Campeonato Sub-17 de la Concacaf | 2024 |